# Noé

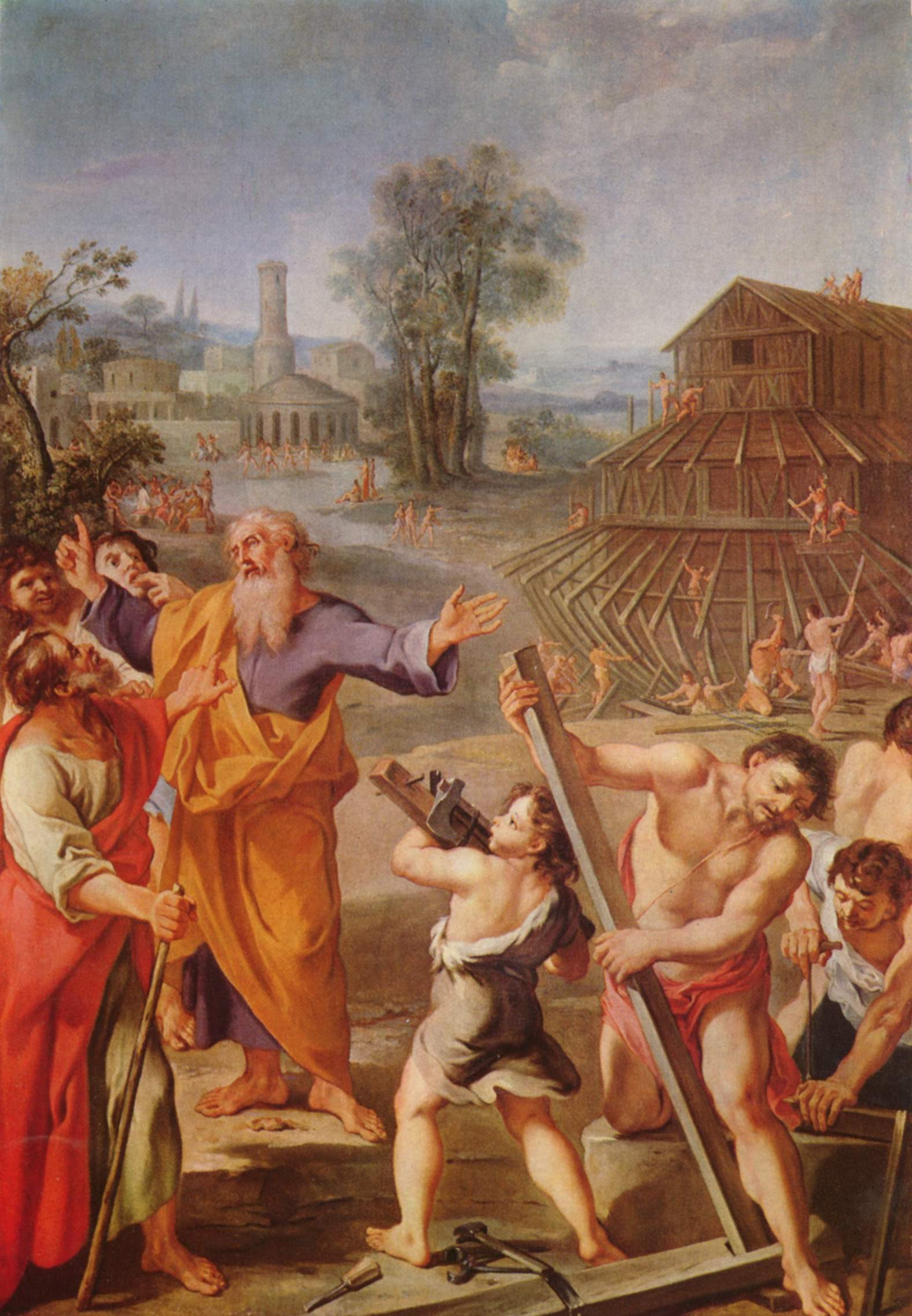
Noé según "El maestro francés" (Französischer Meister). Magyar Szépművészeti Múzeum, Budapest. c.1675.

Noé (en hebreo: נֹחַ‎, romanizado: Noaẖ o Noach, lit. 'descanso' o 'consolación'; mandeo: ࡍࡅ Noah, árabe: نُوح Nūħ, griego: Νώε Nóe, latín: Noe) es un personaje de la Biblia; su vida y obra se relatan en el libro del Génesis cuya autoría se atribuye tradicionalmente a Moisés. Según los escritos sagrados, fue el décimo y último de los superlongevos patriarcas antediluvianos a quien Dios mismo le advierte sobre un gran diluvio universal con el que va a destruir a todos los seres vivientes por sus pecados.
La familia de Noé estaba conformada por su esposa, sus tres hijos varones; Sem, Cam y Jafet, y sus respectivas esposas, cuyos nombres no son mencionados en la Biblia. Por mandato divino, Noé y su familia construyen un arca (el Arca de Noé) con las medidas especificadas por el Señor, que sirvió para albergarlo a él y a su familia, así como a todas las especies de animales, durante el Diluvio.
Noé es considerado por las religiones abrahámicas y el noajismo, como el padre de la humanidad a través de los descendientes de sus tres hijos.
Según las escrituras, Noé murió 350 años después del diluvio, a la edad de 950 años. Esto lo convierte, tras Matusalén (que vivió 969 años) y Jared (de 962 años), en el tercer hombre más longevo de toda la Biblia, más aún que Adán (que murió a los 930 años). Después de Noé, la esperanza de vida se precipita drásticamente hasta los «escasos» 120 años de Moisés. En proporción con su larga vida, engendró a sus tres hijos cuando tenía 500 años. Aunque el nombre de la  esposa de Noé no se especifica en la Biblia, en algunas tradiciones posteriores se la identifica como Naamá.

## En la Biblia
El Génesis es la principal  y única fuente de referencia sobre este personaje, según el que Noé fue el único varón hallado justo de toda su generación, puesto que los demás estaban sumidos en el pecado, y por su culpa la Tierra «se hallaba llena de violencia». Noé fue hijo de Lamec, pero no hay que confundir a este Lamec, descendiente del tercer hijo de Adán, Set  con el Lamec descendiente de Caín, quien tendría que ser vengado por un asesinato «setenta veces siete»; Lamec le llamó Noé («descanso» en hebreo).
Este Lamec, a su vez, fue hijo de Matusalén, conocido porque llegó a tener la mayor longevidad de los citados en toda la Biblia (969 años), quien es hijo a su vez de Enoc, quien, según una tradición posterior, profetizó sobre la llegada del juicio divino y escribió sus visiones. Noé, a su vez, fue padre de Sem, Cam y Jafet, con quienes, de acuerdo con el Génesis, se repobló toda la tierra.

### El Diluvio Terrenal
Viendo Yahveh que la maldad del hombre cundía en la tierra, y que todos los pensamientos que ideaba su corazón eran puro mal de continuo, 6.le pesó a Yahveh de haber hecho al hombre en la tierra, y se indignó en su corazón.Y dijo Yahveh: «Voy a exterminar de sobre la haz del suelo al hombre que he creado, - desde el hombre hasta los ganados, las sierpes, y hasta las aves del cielo - porque me pesa haberlos hecho».
Génesis 6:5-7.

Dios, hastiado de la perversión humana, le dijo a Noé: 

He decidido acabar con toda carne, porque la tierra está llena de violencias por culpa de ellos. Por eso, he aquí que voy a exterminarlos de la tierra. Hazte un arca de maderas resinosas. Haces el arca de cañizo y la calafateas por dentro y por fuera con betún. Así es como la harás: longitud del arca, trescientos codos; su anchura, cincuenta codos; y su altura, treinta codos. Haces al arca una cubierta y a un codo la rematarás por encima, pones la puerta del arca en su costado, y haces un primer piso, un segundo y un tercero. Por mi parte, voy a traer el diluvio, las aguas sobre la tierra, para exterminar toda carne que tiene hálito de vida bajo el cielo: todo cuanto existe en la tierra perecerá. Pero contigo estableceré mi alianza: Entrarás en el arca tú y tus hijos, tu mujer y las mujeres de tus hijos contigo. Y de todo ser viviente, de toda carne, meterás en el arca una pareja para que sobrevivan contigo. Serán macho y hembra.
Génesis 6:13-19.

Según la interpretación cristiana posterior, Noé también fue predicador de justicia a sus contemporáneos, pero estos no hicieron caso. Hay un misterioso plazo de tiempo mencionado en el Génesis que ha sido interpretado de diversas formas, unos como una reducción del promedio de vida de los seres humanos, y otros como el plazo hasta que se desatara el diluvio:

Entonces dijo Yahveh: «No permanecerá para siempre mi espíritu en el hombre, porque no es más que carne; que sus días sean 120 años».
Génesis 6:3.

El diluvio comenzó en el año 600 de la vida de Noé, según el calendario judío «en el segundo mes, en el día diecisiete del mes» (aproximadamente inicios de noviembre en nuestro calendario) y tuvo una duración de cuarenta días con sus noches respectivas, durante los cuales toda la Tierra llegó a estar bajo las aguas, destruyendo todo rastro de vida humana, animal y vegetal, excepto la que, junto con Noé y su familia, subieron al arca.
Luego de amainar el diluvio Noé soltó un cuervo, para saber si las aguas se estaban retirando, el cual estuvo yendo y volviendo. También envió una paloma pero esta, al ver que no tenía donde posarse, regresó al arca.
Siete días después volvió a enviar la paloma, la cual regresó trayendo una rama de olivo en el pico, dando a entender a Noé que la vida renacía en la tierra y que el suelo seco había emergido. Noé entonces esperó otros siete días y volvió a soltar a la paloma, la cual ya no regresó.
En el año 601 de la vida de Noé la Tierra se secó y, no obstante su deseo por abandonar el arca, Noé y su familia esperaron un mes más, hasta que Yahveh les ordenó salir.

### Maldición de Cam

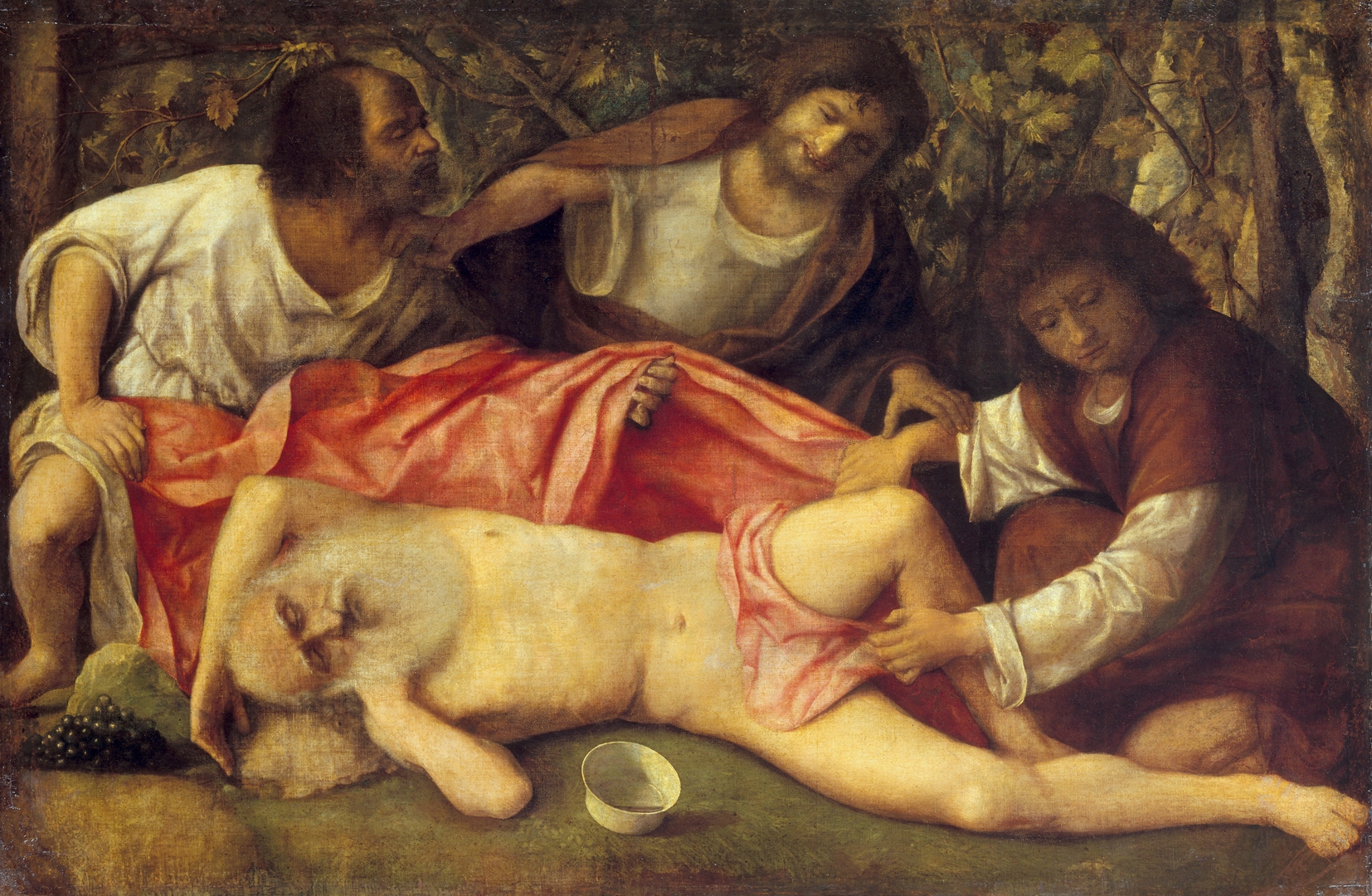
La embriaguez de Noé de Giovanni Bellini.

Después del Diluvio, el Génesis dice que Noé comenzó a labrar la tierra y se lo muestra plantando una viña, de cuyo vino se embriaga, Cam ve «la desnudez» de su padre y se ríe de él (algunos sabios del Talmud piensan que no solo se rio de él, también abusó de él), mientras sus hermanos Sem y Jafet entraron en la tienda con una túnica y lo cubrieron con los rostros vueltos para no ver la desnudez del anciano, el cual al saber del proceder de Cam pronuncia una maldición en contra del hijo de este, Canaán, del cual profetiza que llegará a ser esclavo de los hijos de Sem y Jafet, maldición que, según algunos traductores, se cumple cuando Israel (de origen semítico) somete a los cananeos, si bien permite que algunos, como los habitantes de Gabaón, continúen con vida a cambio de ser siervos. Posteriormente, el propio Israel, incluyendo a los descendientes de los cananeos supervivientes, llegan a ser siervos de pueblos que nacieron de Jafet, cumpliendo así la profecía de Noé.
Después de esto, se nos informa que Noé murió trescientos cincuenta años después del diluvio, a la edad de novecientos cincuenta años. No se informa ni del lugar ni de su tumba.
Por generaciones intérpretes estadounidenses racistas han sostenido que esta maldición sobre los cananeos implicaba una maldición sobre los africanos de piel oscura. Los clérigos Roberto Jamieson, A. R. Fausset y David Brown dicen en su comentario de la Biblia: “Maldito sea Canaán [Génesis 9:25] - Esta maldición se ha cumplido en la destrucción de los cananeos, la degradación de Egipto, y la esclavitud de los africanos, todos descendientes de Cam”. (Comentario exegético y explicativo de la Biblia. Tomo I: El Antiguo Testamento.) Pero en ningún lugar de la Biblia se enseña que Dios maldijese a la mal llamada «raza negra». La Biblia señala que los africanos descendieron de Cus, otro hijo de Cam, no de Canaán.

### En el Libro de los Jubileos
El Libro de los Jubileos se refiere a Noé y dice que un ángel le enseñó las artes de la curación para que sus hijos pudieran vencer a "la descendencia de los Vigilantes ". De igual forma hace referencia a las Leyes de Noé.

### En el Libro de Enoc
En 10: 1-3 del Libro de Enoc, que es parte del canon bíblico de la Iglesia ortodoxa de Etiopía y canónico para el judaísmo etíope, "el Altísimo" envió a Uriel para informar a Noé del "diluvio" que se acercaba.

## Perspectivas religiosas

### Judaísmo

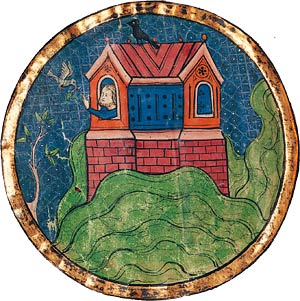
Representación judía de Noé

La rectitud de Noé es objeto de muchas discusiones entre los rabinos. La descripción de Noé como "justo en su generación" implicaba para algunos que su perfección era solo relativa: En su generación de malvados, podía ser considerado justo, pero en la generación de un  tzadik' como Abraham, no sería considerado tan justo. Señalan que Noé no rezó a Dios en nombre de los que iban a ser destruidos, como Abraham rezó por los malvados de Sodoma y Gomorra. De hecho, a Noé nunca se le ve hablar; simplemente escucha a Dios y actúa siguiendo sus órdenes. Esto llevó a algunos comentaristas a presentar la figura de Noé como "el justo con abrigo de piel", que velaba por su propia comodidad mientras ignoraba a su prójimo. Otros, como el comentarista medieval Rashi, sostenían por el contrario que la construcción del Arca se prolongó durante ciento veinte años, deliberadamente para dar tiempo a los pecadores a arrepentirse. Rashi interpreta la afirmación de su padre sobre el nombramiento de Noé (en hebreo - Noaħ נֹחַ) "Éste nos consolará (en hebreo- yeNaĦamenu יְנַחֲמֵנו) en nuestro trabajo y en la fatiga de nuestras manos, que proceden de la tierra que el Señor había maldecido", al decir que Noé anunció una nueva era de prosperidad, cuando hubo alivio (en hebreo - naħah - נחה) de la maldición desde la época de Adán, cuando la Tierra producía espinos y cardos incluso donde los hombres sembraban trigo, y que Noé introdujo entonces el arado.
Según la Enciclopedia Judía, "El Libro del Génesis contiene dos relatos de Noé". En el primero Noé es el héroe del diluvio y en el segundo es el padre de la humanidad y un labrador que plantó el primer viñedo. "La disparidad de caracteres entre estas dos narraciones ha hecho que algunos críticos insistan en que el sujeto del segundo relato no era el mismo que el sujeto del primero".
La Enciclopedia Judaica señala que la embriaguez de Noé no se presenta como un comportamiento reprobable. Más bien, "Está claro que la aventura de Noé en la viticultura proporciona el escenario para el castigo de los vecinos cananeos de Israel". Fue Cam quien cometió una ofensa al contemplar la desnudez de su padre. Sin embargo, "la maldición de Noé está extrañamente dirigida a Canaán y no al irrespetuoso Cam".

### Mandeismo
En el mandeismo, Noé (mandeo: ࡍࡅ Noah) se menciona en el Libro 18 de Right Ginza. En el texto, la esposa de Noé se llama Nuraita.

### Cristianismo

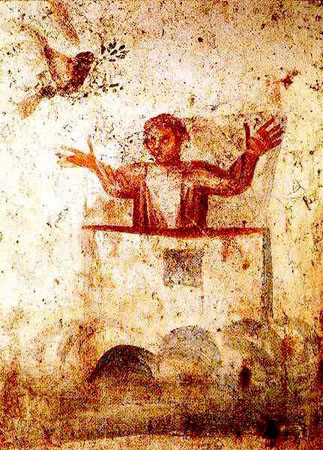
Representación paleocristiana que muestra a Noé haciendo el gesto del orante al regresar la paloma.

En la segunda carta de Pedro (2 Pedro) 2:5 (b), se refiere a Noé como un predicador de la justicia. En el Evangelio de Mateo y en el Evangelio de Lucas, Jesús compara el diluvio de Noé con el Día del Juicio venidero: "Así como fue en los días de Noé, así también será en los días de la venida del Hijo del hombre. Porque en los días anteriores al diluvio, la gente comía y bebía, se casaba y se daba en matrimonio, hasta el día en que Noé entró en el arca; y no sabían nada de lo que sucedería hasta que llegó el diluvio y se los llevó a todos. Así sucederá en la venida del Hijo del hombre".
La Primera Epístola de Pedro compara el poder del bautismo con el Arca salvando a los que estaban en ella. En el pensamiento cristiano posterior, el Arca llegó a compararse con la Iglesia: La salvación sólo se encontraba en Cristo y en su señorío, como en tiempos de Noé sólo se encontraba en el Arca. San Agustín de Hipona (354-430), demostró en La ciudad de Dios que las dimensiones del Arca correspondían a las dimensiones del cuerpo humano, que corresponde al cuerpo de Cristo; la ecuación de Arca e Iglesia se encuentra todavía en el rito anglicano del bautismo, que pide a Dios, "que por tu gran misericordia salvaste a Noé", que reciba en la Iglesia al niño que va a ser bautizado.
En cristianismo medieval, los tres hijos de Noé fueron considerados generalmente como los fundadores de las poblaciones de los tres continentes conocidos, Jafet/Europa, Sem/Asia, y Ham/África, aunque una variante más rara sostenía que representaban a las tres clases de la sociedad medieval: los sacerdotes (Sem), los guerreros (Jafet) y los campesinos (Cam). En el pensamiento cristiano medieval, Cam era considerado el antepasado de los pueblos del África negra. Así, en los argumentos racialistas, la maldición de Cam se convirtió en una justificación de la esclavitud de las razas negras.
Isaac Newton, en sus obras religiosas sobre el desarrollo de la religión, escribió sobre Noé y su descendencia. En opinión de Newton, mientras que Noé era monoteísta, los dioses de la antigüedad pagana se identifican con Noé y sus descendientes.

### Islamismo

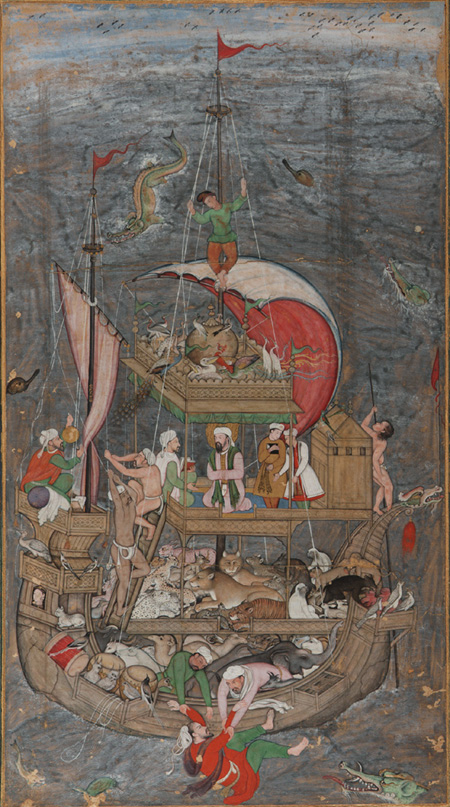
Representación islámica de Noé en una miniatura mogol del.

Noé es una figura muy importante en el Islam y se le considera uno de los más significativos de todos los profetas, título que la tradición islámica da a todos los principales patriarcas bíblicos. El Corán contiene 43 referencias a Noé (en árabe, Nuḥ), en 28 capítulos, y el capítulo septuagésimo primero, Sūrah Nūḥ (en árabe: سورة نوح‎), lleva su nombre. También se habla de su vida en los comentarios y en las leyendas islámicas.
Las narraciones de Noé abarcan en gran medida su predicación, así como la historia del Diluvio universal. La narración de Noé establece el prototipo de muchos de los relatos proféticos posteriores, que comienzan con el profeta advirtiendo a su pueblo y luego la comunidad rechaza el mensaje y se enfrenta a un castigo.
Noé tiene varios títulos en el Islam, basados principalmente en los elogios que se le dedican en el Corán, entre ellos "Verdadero Mensajero de Dios" (XXVI: 107) y "Siervo agradecido de Dios" (XVII: 3).
El Corán se centra en varios casos de la vida de Noé más que en otros, y uno de los acontecimientos más significativos es el Diluvio. En la versión islámica, Dios hace un pacto con Noé al igual que hizo con Abraham, Moisés, Jesús y Mahoma más tarde (33:7). Más tarde, Noé es vilipendiado por su pueblo y reprochado por ser un simple mensajero humano y no un ángel (10:72-74). Además, la gente se burla de las palabras de Noé y le llama mentiroso (7:62), e incluso sugieren que Noé está poseído por un demonio cuando el profeta deja de predicar (54:9). Sólo los más humildes de la comunidad se unen a Noé para creer en el mensaje de Dios (11:29), y la narración coránica de Noé lo describe además predicando tanto en privado como en público. El Corán narra que Noé recibió una revelación para construir un Arca, después de que su pueblo se negara a creer en su mensaje y a escuchar la advertencia. La narración continúa describiendo que las aguas brotaron de los cielos, destruyendo a todos los pecadores. Incluso uno de sus hijos no creyó en él, se quedó atrás y murió ahogado. Una vez finalizado el Diluvio, el Arca descansó en la cima del Monte Judi.

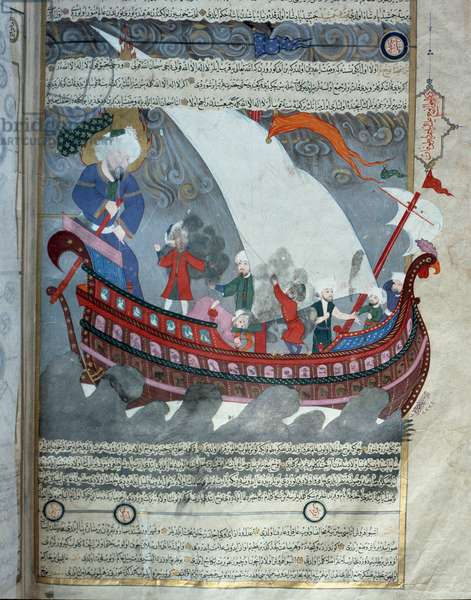
El arca de Noé y el diluvio de Zubdat-al Tawarikh.

Además, las creencias islámicas niegan la idea de que Noé fuera la primera persona en beber vino y experimentar las secuelas de hacerlo.
La cita 29,14 del Corán afirma que Noé llevaba 950 años viviendo entre la gente a la que fue enviado cuando comenzó el diluvio.

Y, ciertamente, [en tiempos pasados] enviamos a Noé a su pueblo, y habitó entre ellos mil años bar cincuenta; y luego las inundaciones los abrumaron mientras aún estaban perdidos en el mal.

### Drusismo
Los drusos consideran a Noé como el segundo portavoz (natiq) después de Adán, quien ayudó a transmitir las enseñanzas fundamentales del monoteísmo (tawhid) destinadas a una audiencia más amplia.  Es considerado un importante profeta de Dios entre los drusos, estando entre los siete profetas que aparecieron en diferentes períodos de la historia.

### Bahaísmo
El bahaísmo considera que el Arca y el Diluvio son simbólicos. En la creencia bahái, solo los seguidores de Noé estaban espiritualmente vivos, preservados en el arca de sus enseñanzas, ya que otros estaban espiritualmente muertos. La escritura bahái Kitáb-i-Íqán respalda la creencia islámica de que Noé tenía un gran número de compañeros, 40 o 72, además de su familia en el Arca, y que enseñó durante 950 años (simbólicos) antes la inundación.

## Noé y el Arca en el cine y la televisión

### Cine
- 1920 - La Sacra Bibbia (Italia)[34]
- 1928 - Noah's Ark /El arca de Noé (EUA)[35]
- 1933 - Father Noah's Ark /El arca del padre Noé (EUA) [Cortometraje Animación][36][37]
- 1936 - The Green Pastures /Los verdes prados (EUA)[38]
- 1959 - Noah's Ark (EUA) [Cortometraje Animación][39]
- 1965-  Sink Pink (EUA) [Cortometraje de la pantera rosa][40]
- 1966 - The Bible... in the beginning /La Biblia (EUA)
- 1976 - In Search of Noah's Ark /Finders of the Lost Ark (EUA) [Documental][41]
- 1984 - La Biblia en pasta (España) [Animación][42]
- 1994 - Genesi: La creazione e il diluvio /La Biblia: Génesis (Italia, Alemania)[43]
- 2007 - El arca (Argentina, Italia)
- 2007 - Evan Almighty /The Passion of the Ark /Bruce Almighty 2 /Bruce: The Second Coming /Sigo como Dios /Regreso del todopoderoso (EUA)
- 2014 - El Arca de Noé (España)[44]
- 2014 - Noah /Noé (EUA)
- 2014 - Noah 2: Go Forth and Multiply (Canadá) [Cortometraje][45]
- 2015 - Noah (EUA) [Cortometraje Animación][46]
- 2015 - VeggieTales: Noah's Ark (EUA) [Mediometraje Animación][47]
- 2015 - Ooops! Noah is Gone... /All Creatures Big and Small /Two by Two: God's Little Creatures /¡Upsss! ¿Dónde está Noé...? /Uuups! El Arca nos dejó /Uyyy! Dónde está el arca? (EUA, Irlanda, Alemania, Bélgica, Luxemburgo)[48]
- 2016 - El Arca de Noé (España) [Cortometraje][49]
- 2016 - Genesis (EUA)[50]

### Televisión
Películas para TV:
- 1946 - Noah (Reino Unido) [Telefilme][51]
- 1952 - Noah Gives Thanks (Reino Unido) [Telefilme][52]
- 1955 - Noah Gives Thanks (Reino Unido) [Telefilme][53]
- 1957 - The Green Pastures (EUA) [Telefilme][54]
- 1959 - The Green Pastures (EUA) [Telefilme][55]
- 1976 - Noah's Animals (EUA) [Telefilme Animación][56]
- 1986 - Noah's Ark /The Greatest Adventure: Stories from the Bible - Noah's Ark /La más grandiosa de las aventuras: El Arca de Noé (EUA) [Video Cortometraje Animación][57]
- 1995 - Noah's Ark /Enchanted Tales: Noah's Ark /El arca de Noé (EUA) [Video Mediometraje Animación][58]
- 1998 - Greatest Heroes and Legends of the Bible /Grandes Héroes y Leyendas de la Biblia (EUA) [Video Animación][59]
- 2003 - Noah's Ark: The Real Story (Reino Unido) [Video Mediometraje Documental]
- 2005 - The Animated Kid's Bible (Australia) [Telefilme Mediometraje Animación]
- 2010 - The Truth Behind: The Ark /The Truth Behind Noah's Ark (EUA, Reino Unido) [Telefilme Documental][60]
- 2012 - Noah (EUA) [Video Animación][61]
- 2015 - The Ark /Noah's Ark (Reino Unido) [Telefilme][62]

Series de TV:
- 1978-1979 - Greatest Heroes of the Bible /Grandes héroes de la Biblia (EUA) [TV-Serie][63]
- 1994-1998 - Mysteries of the Bible /Misterios de la biblia (EUA) [TV-Serie Documental][64]
- 1996 - Testament: The Bible in Animation (Reino Unido) [TV-Serie Animación][65]
- 1999 - Noah's Ark /El arca de Noé (EUA, Alemania) [TV-Serie][66]
- 2013 - The Bible /La Biblia (EUA, Reino Unido) [TV-Serie Documental][67]